# Anna Lynge
Anna Lynge (født d. 18. april 1979) er psykolog, forfatter og daglig leder af ung til ung rådgivningssiden Girltalk.
Lynge er forfatter til bøgerne Se livet gennem nye briller (2005) og Når det skærer i hjertet (2007).